# Slušovice - kostel
Slušovice - kostel este o arie protejată (arie specială de conservare — SAC, sit de importanță comunitară — SCI) din Republica Cehă întinsă pe o suprafață de 0,07 ha, integral pe uscat.

## Localizare
Centrul sitului Slušovice - kostel este situat la coordonatele 49°14′51″N 17°48′06″E / 49.2475°N 17.801667°E.

## Înființare
Situl Slušovice - kostel a fost declarat sit de importanță comunitară în aprilie 2005 pentru a proteja 1 specie de animale. Situl a fost protejat și ca arie specială de conservare în octombrie 2013.

## Biodiversitate
Situată în ecoregiunea continentală, aria protejată nu include niciun habitat protejat.
La baza desemnării sitului se află o specie protejată de  mamifere: liliac comun (Myotis myotis).